# Shaun Williams
Shaun Williams (13 de abril de 1998) é um jogador de rugby sul-africano, que joga na posição de back.

## Carreira
Williams vem de uma pequena comunidade de Mooinooi no cinturão de platina na província do Noroeste. Ele estudou na Garsfontein High School em Pretória com uma bolsa como interno. Ele foi contratado pelo Golden Lions e jogou por eles nos níveis Sub-19 e Sub-21, antes de fazer sua estreia sênior pelo time no SuperSport Rugby Challenge. Williams foi chamado pela primeira vez para o time sul-africano de sevens do Blitzbok em setembro de 2021.
Williams jogou nos Jogos da Commonwealth de 2022, onde a África do Sul ganhou a medalha de ouro. Ele foi um dos doze convocados para integrar a seleção nacional nos Jogos Olímpicos de Verão de 2024.